# Ixodes heinrichi
Ixodes heinrichi är en fästingart som beskrevs av Joseph Charles Arthur 1962. Ixodes heinrichi ingår i släktet Ixodes och familjen hårda fästingar.
Artens utbredningsområde är Angola. Inga underarter finns listade i Catalogue of Life.